# Osady
Osady – ogólne określenie utworów luźnych zgromadzonych na powierzchni Ziemi, powstałych wskutek gromadzenia się materiału w procesie sedymentacji. Geneza osadów jest zróżnicowana, może je tworzyć materiał, będący efektem m.in.:
- wietrzenia skał,
- procesów erozji degradujących powierzchnię Ziemi,
- procesów wulkanicznych,
- procesów chemicznych i biochemicznych,
- pochodzenia organicznego,
- pochodzenia kosmicznego.

Osady dzieli się ze względu na środowisko, w którym powstawały na:
- osady kontynentalne (osadzane w obrębie lądów, także w śródlądowych zbiornikach wodnych i ciekach wodnych);
- osady morskie (osadzane w obrębie basenów morskich i oceanicznych).

Osady kontynentalne (inaczej terrygeniczne) dzieli się na:
- osady aluwialne (aluwia), czyli napływowe,
- osady deltowe, które stanowią przejście do środowiska osadów wodnych,
- osady deluwialne,
- osady eoliczne,
- osady fluwialne, czyli rzeczne,
- osady fluwioglacjalne, czyli glacyfluwialne (rzecznolodowcowe lub lodowcoworzeczne),
- osady glacjalne, czyli lodowcowe,
- osady jaskiniowe,
- osady koluwialne,
- osady limniczne (jeziorne, jezierne),
- osady wulkaniczne,
- osady proluwialne.

Osady morskie, biorąc pod uwagę głębokość na jakiej powstają, dzieli się na:
- klastyczne osady paraliczne, czyli środowiska wybrzeży,
- klastyczne osady nerytyczne, czyli środowiska szelfu wewnętrznego,
- klastyczne osady litoralne, czyli środowiska szelfu zewnętrznego,
- klastyczne osady batialne, czyli środowiska stoku kontynentalnego,
- klastyczne osady abisalne, czyli środowiska dna oceanicznego,
- osady węglanowe.